# Thân vương xứ Liechtenstein

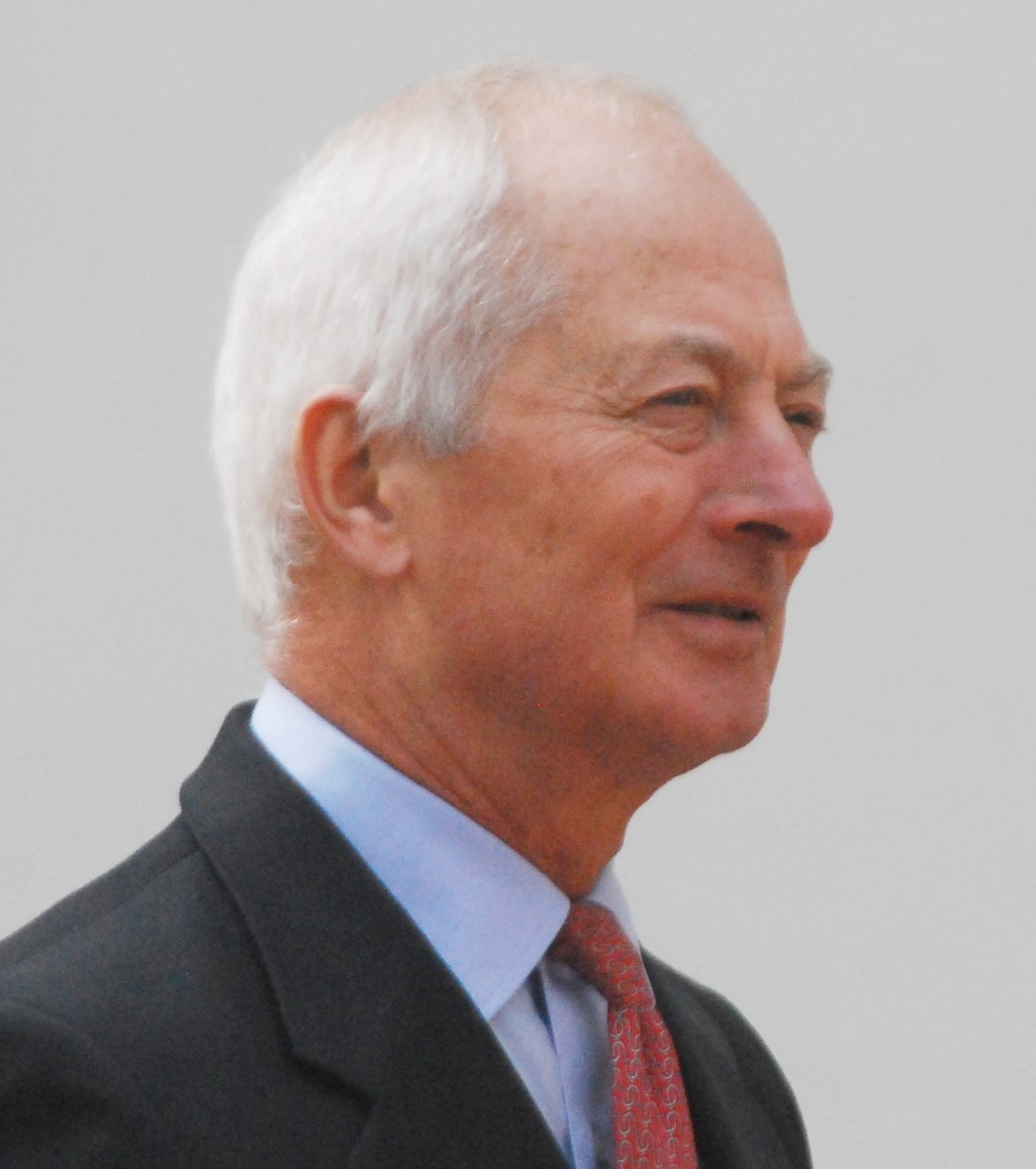
Vương công Hans-Adam II, quân chủ đương kim của Liechtenstein.

Vương công Liechtenstein (tiếng Đức: Landesfürst) là tước hiệu của vị quân chủ và nguyên thủ quốc gia của Công quốc Liechtenstein. Tước hiệu đầy đủ và chính thức của Vương công Liechtenstein là Vương công Liechtenstein, Công tước xứ Troppau và Jägerndorf, Bá tước xứ Rietberg, Tông chủ của gia tộc Liechtenstein (Fürst von und zu Liechtenstein, Herzog von Troppau und Jägerndorf, Graf zu Rietberg, Regierer des Hauses von und zu Liechtenstein) Vai trò của đương kim Vương công Liechtenstein được quy định tại Khoản 1 Điều 7 của Hiến pháp Liechtenstein.
Vì Liechtenstein là một chế độ quân chủ cha truyền con nối trên cơ sở dân chủ và nghị viện theo hiến pháp của nó, nên chức vụ Vương công Liechtenstein là cha truyền con nối và luôn do một thành viên nam của vương tộc Liechtenstein nắm giữ.
Đương kim Vương công Liechtenstein là Hans-Adam II von und zu Liechtenstein, lên ngôi từ năm 1989. Tuy nhiên, kể từ tháng 8 năm 2004, con trai của ông, Thế tử Alois von und zu Liechtenstein, đã chịu trách nhiệm về các công việc nhà nước với tư cách là Nhiếp chính.